# Lovelyz Diary
Lovelyz Diary（韓語：러블리즈 다이어리）是一系列由韓國女子團體Lovelyz出演的綜藝及真人秀節目。節目中將展現Lovelyz各種不同的各種面貌。

## 第一季 （Lovelyz Diary）
第一季於2014年11月18日起，在Naver TVcast播出，主軸為Lovelyz從練習生生活，到準備出道Showcase的日常生活。
| 集數 | 播出日期       | 韓文主題（中文主題）                            |
| 1    | 2014年11月18日 | 울림의 새로운 연습생들（Woollim新來的練習生們） |
| 2    | 2014年11月21日 | 걸그룹과 소녀사이（女團和女孩之間）             |
| 3    | 2014年11月25日 | 데뷔의 자격（出道的資格）                       |
| 4    | 2014年11月28日 | LOVELYZ의 첫 M.T（LOVELYZ的初M.T）              |
| 5    | 2014年12月2日  | Light，Camera，Action                           |
| 6    | 2014年12月5日  | ‘우리’는 LOVELYZ（‘我們’是LOVELYZ）             |
| 7    | 2014年12月9日  | Before Girls' Invasion                          |
| 8    | 2014年12月12日 | ‘LOVELYZ’데뷔 5초 전!（‘LOVELYZ’出道前5秒！）   |

## 第二季 （Lovelyz Diary Season 2）
第二季於2015年3月6日起，在Naver TVcast播出，主軸為第一張專輯改版《Hi~》回歸期間，Lovelyz展現的魅力。
| 集數 | 播出日期      | 主題                                        |
| 1    | 2015年3月6日  | JIN 的畢業典禮                              |
| 2    | 2015年3月10日 | LOVELYZ 成為成人後最想做的事                |
| 3    | 2015年3月13日 | 《Hi~》MV的幕後花絮                         |
| 4    | 2015年3月17日 | LOVELYZ 《Hi~》的新MV制作                   |
| 5    | 2015年3月20日 | LOVELYZ 的認知度測試 1部                    |
| 6    | 2015年3月24日 | LOVELYZ 的認知度測試 2部                    |
| 7    | 2015年3月27日 | LOVELYZ 的自由時間                          |
| 8    | 2015年3月31日 | Goodbye LOVELYZ Diary 2 陷入回憶中的LOVELYZ |

## 第三季 （Lovelyz Diary Season 3）
第三季於2015年9月22日起，在Naver TVcast播出，主軸為第一張迷你專輯《Lovelyz8》的過程與成員的小故事；成員智秀恢復演藝活動，回歸Lovelyz。
| 集數 | 播出日期       | 主題                                    |
| 1    | 2015年9月22日  | LOVELYZ 的亂舞opening                   |
| 2    | 2015年9月24日  | LOVELYZ 的日記 / LOVELYZ 的神秘朋友抽籤 |
| 3    | 2015年9月29日  | LOVELYZ 的M.T 1部                       |
| 4    | 2015年10月1日  | LOVELYZ 的M.T 2部                       |
| 5    | 2015年10月6日  | LOVELYZ 的隱藏攝影機 1部                |
| 6    | 2015年10月8日  | LOVELYZ 的隱藏攝影機 2部                |
| 7    | 2015年10月13日 | 第三視角的LOVELYZ                       |
| 8    | 2015年10月15日 | LOVELYZ 的神秘朋友公開                  |

## 第四季 （Lovelyz Diary Season 4）
第四季於2016年4月28日起，在Naver V app播出，主軸為以分組競賽模式，展現Lovelyz成員個人的風格。
| 集數 | 播出日期      | 主題                                                        | 分队                                                             | 结果                                                          |
| 1    | 2016年4月28日 | 進行‘清純’、‘性感’、‘撒嬌’、‘群舞’對決                      | LOVE隊：智秀、美珠、Kei、JIN LYZ隊：Baby Soul、智愛、洙正、叡仁  | LYZ隊勝出 美珠接受喝醬油懲罰                                  |
| 2    | 2016年5月5日  | LOVELYZ 的相親隱藏攝影機任務 1部 讓相親男希望繼續跟自己見面 | LOVE隊：Baby Soul、智秀、JIN、叡仁 LYZ 隊：智愛、美珠、Kei、洙正 | 全員勝出，得到飲品作為獎勵                                    |
| 3    | 2016年5月12日 | LOVELYZ 的相親隱藏攝影機任務 2部 任務與上期一樣             | LOVE隊：Baby Soul、智秀、JIN、叡仁 LYZ 隊：智愛、美珠、Kei、洙正 | 全員勝出，得到飲品作為獎勵                                    |
| 4    | 2016年5月19日 | 15分鐘內在公司聽到最多提示語任務                            | LOVE隊：Baby Soul、智愛、洙正、叡仁 LYZ隊：智秀、美珠、Kei、JIN  | LYZ隊勝出 叡仁接受懲罰                                        |
| 5    | 2016年5月26日 | 汝矣島人偶主題 穿著人偶裝在20分鐘內讓路人認出               | LOVE隊：Baby Soul、智愛、Kei、洙正 LYZ隊：智秀、美珠、叡仁       | LOVE隊勝出 智秀接受懲罰 註：JIN因錄音行程無法出席本次錄影     |
| 6    | 2016年6月2日  | My LOVELYZ Television 進行V app直播，獲得最多愛心           | LOVE隊：Baby Soul、美珠、Kei、洙正 LYZ隊：智愛、智秀、JIN、叡仁  | LOVE隊勝出，獲得紅豆冰沙作為獎勵 本期開始改為獲勝隊伍得到獎勵 |
| 7    | 2016年6月9日  | LOVELYZ 的治愈日                                            | LOVE隊：智秀、美珠、JIN、叡仁 LYZ隊：Baby Soul、智愛、Kei、洙正  | 本集沒有對決                                                  |
| 8    | 2016年6月16日 | 回顧LOVELYZ Diary 4                                         | 本集沒有分隊                                                     | 本集沒有對決                                                  |

## 第五季 （Lovelyz Diary Season 5）
第五季於2017年11月21日起，在Naver V app播出，主軸為另一个世界的自己，如果成员们没有成为Lovelyz，前往平行宇宙后会如何进行生活。
| 集數 | 播出日期       | 参与成员                    |
| 1    | 2017年11月21日 | 全体                        |
| 2    | 2017年11月28日 | Baby Soul、智秀             |
| 3    | 2017年12月5日  | Baby Soul、智爱、智秀、Kei  |
| 4    | 2017年12月12日 | 智爱、美珠、Kei、Jin        |
| 5    | 2017年12月26日 | 美珠、Jin                   |
| 6    | 2018年1月2日   | Baby Soul、美珠、洙正、叡仁 |
| 7    | 2018年1月9日   | 全体                        |
| 8    | 2018年1月16日  | 全体                        |

## 第六季 （Lovelyz Diary Season 6）
第六季於2019年5月9日起，在Naver V app播出，主軸為Lovelyz之任务地狱。
| 集數 | 播出日期      | 主題                       |
| 1    | 2019年5月9日  | 分組 / 任務開始            |
| 2    | 2019年5月16日 | 旅途任務進行中             |
| 3    | 2019年5月23日 | 江原道原州市鹽山鐵索橋任務 |
| 4    | 2019年5月30日 | 美食放送                   |
| 5    | 2019年6月6日  | 守護食材 對抗經紀人隊      |
| 6    | 2019年6月13日 | 守護食材 對抗經紀人隊      |
| 7    | 2019年6月20日 | 守護食材 對抗經紀人隊      |
| 8    | 2019年6月27日 | 晚餐 & 營火感性時間        |

## 特別篇

### 第四▪五季 （Lovelyz Diary Season 4.5）
第四▪五季於2017年7月28和29日两天，在演唱会Alwayz播出，主軸為Lovelyz Diary回忆篇。
| 集數 | 播出日期          | 主題                                         |
| 1    | 2017年7月28和29日 | 回顾LD、Acapella和练习生时练习舞蹈的歌曲PLAY |
| 2    | 2017年7月28和29日 | 前往LD的回忆地点拍照                         |

## 外部連結
- V APP專屬頻道 （页面存档备份，存于）